# Alojz Macek
Alojz Macek (9. dubna 1909 Borský Mikuláš – 21. června 1975 Řím) byl slovenský politik, během Slovenského štátu poslanec Sněmu Slovenské republiky za HSĽS a vysoký funkcionář její mládežnické organizace.

## Biografie
Pocházel z rolnické rodiny. Navštěvoval obecnou školu v rodné obci, v letech 1921–1929 studoval na gymnáziu v Trnavě a pak v letech 1931–1937 studoval na Univerzitě Komenského v Bratislavě, ale studia nedokončil. Už během středoškolských studií byl aktivní v Orlu a skautském hnutí. V letech 1931–1938 byl novinářem a působil jako pracovník zemského úřadu v Bratislavě. Od roku 1938 se angažoval v organizování Hlinkovy mládeže, od roku 1939 byl jejím sborovým vůdcem a v letech 1940–1945 jejím hlavním velitelem. Podílel se na proměně této mládežnické organizace v linii militantního totalitárního katolicismu. V letech 1942–1945 byl hlavním velitelem Slovenské pracovní služby a od roku 1944 do roku 1945 působil jako komisař vnitřní veřejné správy. Ještě během Slovenského národního povstání inicioval vznik protipovstaleckých oddílů a na samotném konci války byl instruktorem paramilitárního výcviku Hlinkovy mládeže. V období let 1943–1945 zastával funkci místopředsedy slovenského Červeného kříže.
25. listopadu 1941 se v rámci hromadné kooptace nových poslanců stal poslancem Sněmu Slovenské republiky. Byl jím až do roku 1945.
Po konci války odešel do emigrace. Do roku 1948 žil v Rakousku, pak v Argentině. Roku 1947 jej československý Národní soud v nepřítomnosti odsoudil na doživotí. V emigraci se angažoval v exulantských spolcích, kritizoval politický a státoprávní vývoj v Československu. Od roku 1949 do roku 1950 redigoval časopis Slovenské mládeže v zahraničí. Byl též místopředsedou Slovenského osvobozeneckého výboru a od roku 1960 tajemníkem Slovenské osvobozenecké rady a místopředsedou Světového kongresu Slováků.